# Дару (місто)
Дару (англ. Daru) — місто в південній частині Папуа - Нової Гвінеї, у Західній провінції країни.

## Географія
Розташоване на однойменному острові в Торресовій протоці, поблизу південного узбережжя острова Нова Гвінея, біля гирла річки Флай.

### Клімат
Місто знаходиться у зоні, котра характеризується кліматом тропічних саван. Найтепліший місяць — листопад із середньою температурою 27.8 °C (82 °F). Найхолодніший місяць — липень, із середньою температурою 25 °С (77 °F).
| Клімат Дару             | Клімат Дару | Клімат Дару | Клімат Дару | Клімат Дару | Клімат Дару | Клімат Дару | Клімат Дару | Клімат Дару | Клімат Дару | Клімат Дару | Клімат Дару | Клімат Дару | Клімат Дару |
| Показник                | Січ.        | Лют.        | Бер.        | Квіт.       | Трав.       | Черв.       | Лип.        | Серп.       | Вер.        | Жовт.       | Лист.       | Груд.       | Рік         |
| Середній максимум, °C   | 31          | 31          | 31          | 30          | 29          | 28          | 28          | 28          | 29          | 30          | 31          | 32          | 29          |
| Середня температура, °C | 27          | 27          | 27          | 27          | 26          | 26          | 25          | 25          | 26          | 27          | 28          | 27          | 26          |
| Середній мінімум, °C    | 23          | 23          | 23          | 23          | 23          | 23          | 22          | 22          | 22          | 23          | 24          | 23          | 22          |
| Норма опадів, мм        | 257         | 265         | 314         | 341         | 230         | 108         | 83          | 49          | 43          | 52          | 104         | 195         | 2039        |
| ----------------------- | ----------- | ----------- | ----------- | ----------- | ----------- | ----------- | ----------- | ----------- | ----------- | ----------- | ----------- | ----------- | ----------- |
| Джерело: Weatherbase    |             |             |             |             |             |             |             |             |             |             |             |             |             |

## Населення
За даними на 2013 рік чисельність населення міста становила 20 053 людини .
Динаміка чисельності населення міста:
| 1980 | 1990 | 2000   | 2013  |
| ---- | ---- | ------ | ----- |
| 7127 | 8490 | 12 879 | 20053 |